# Mickaël Miro
Mickaël Miro (8 de noviembre de 1978) es un cantautor y compositor francés.

## Biografía
Nacido el 8 de noviembre de 1978 en Lyon, Francia, Mickaël Miro se dedica al género de la chanson francesa. En 2001, obtuvo una Maestría en Derecho de la Empresa. Es en sus años de estudio cuando comienza a escribir y componer sus primeras canciones.

## Discografía

### Sencillos
- 2010: L'horloge tourne
- 2011: Ma scandaleuse
- 2011: Laisse moi m'en aller
- 2012: Juste comme ça (en dúo con Natasha Saint-Pier)
- 2012: La Vie simplement
- 2013:  Go Go Go !
- 2013: J'apprendrai
- 2014: Le temps des sourires